# Камлер, Брайан
Бра́йан Ка́млер (англ. Brian Kamler; 12 февраля 1972, Болуин, Миссури, США) — американский футболист, полузащитник.

## Биография
В 1991 году Камлер поступил в Крейтонский университет, где играл за университетскую футбольную команду «Крейтон Блюджейз» до 1993 года. В Национальной ассоциации студенческого спорта сыграл 77 матчей, забил 53 мяча и отдал 23 результативные передачи. Трижды включался во всеамериканские символические сборные, в том числе в 1993 году был выбран в первую команду. В 1992 году был назван игроком года в Конференции долины Миссури. В 1993 году вошёл в число финальных номинантов на звание игрока года MAC и «Херманн Трофи». Камлер был введён в Зал спортивной славы Крейтонского университета в 2002 году.
В 1994 году, покинув университет, Камлер подписал контракт с новообразованным клубом «Сент-Луис Найтс» из USISL.
В 1995 году Камлер перешёл в клуб «Ричмонд Кикерс», с которым выиграл лигу и Открытый кубок США.
В феврале 1996 года на Инаугуральном драфте MLS Камлер был выбран в шестом раунде под общим 60-м номером клубом «Ди Си Юнайтед». В высшей лиге дебютировал 20 апреля 1996 года в матче против «Лос-Анджелес Гэлакси», выйдя на замену с началом второго тайма вместо Марио Гори. В сезоне 1997 пропустил первые 12 матчей из-за травмы лица, полученной в результате удара в предсезонном матче. 26 сентября 1997 года в матче против «Тампа-Бэй Мьютини» забил свой первый гол в MLS. В 1997 году также выступал за «Ричмонд Кикерс» на правах аренды. 11 апреля 1998 года в матче против «Колорадо Рэпидз» получил перелом плеча и пропустил следующие шесть недель. 16 сентября 1998 года в матче против «Метростарз» сломал пятую плюсневую кость правой ноги, из-за чего был вынужден досрочно завершить сезон. В составе «Ди Си Юнайтед» выиграл три Кубка MLS, два Supporters’ Shield, Открытый кубок США и Кубок чемпионов КОНКАКАФ.
19 июля 1999 года Камлер был обменян в «Майами Фьюжн» на Джона Мейсснера. За «Фьюжн» дебютировал 24 июля 1999 года в матче против «Метростарз», выйдя на замену на 71-й минуте вместо Нельсона Варгаса.
3 февраля 2001 года Камлер вернулся в «Ди Си Юнайтед» в обмен с четвёртым общим пиком Супердрафта MLS 2001 на Карлоса Льямосу.
10 февраля 2002 года Камлер с компенсацией в будущем был обменян в «Метростарз» на Ричи Уильямса. За нью-йоркский клуб дебютировал 23 марта 2002 года в матче стартового тура сезона против «Нью-Инглэнд Революшн». 13 апреля 2002 года в матче против «Колорадо Рэпидз» забил свой первый гол за «Метростарз».
24 мая 2002 года Камлер стал частью крупнейшей сделки в истории MLS — обмена с шестью игроками. «Метростарз» обменял его, Диего Серну и Даниэля Эрнандеса в «Нью-Инглэнд Революшн» на Теда Хронопулоса, Энди Уильямса и Мамаду Диалло. За «Ревс» он дебютировал 25 мая 2002 года в матче против «Лос-Анджелес Гэлакси». 15 июня 2002 года в матче против «Колорадо Рэпидз» забил свой первый гол за «Революшн». 24 мая 2003 года в матче против «Коламбус Крю» оформил дубль, за что был назван игроком недели в MLS. Был отобран в дополнительный состав сборной лиги на Матч всех звёзд MLS 2003.
19 ноября 2004 года на Драфте расширения MLS Камлер был выбран клубом «Реал Солт-Лейк». 2 апреля 2005 года сыграл в матче стартового тура сезона против «Метростарз», ставшем для РСЛ дебютом в MLS. После окончания сезона 2005, в котором за свою благотворительную деятельность удостоился награды «Филантроп года в MLS», Брайан Камлер завершил карьеру.
В 1999 году Камлер вызывался в сборную США на товарищеские матчи со сборными Германии 6 февраля, Чили 21 февраля и Марокко 17 ноября, но каждый раз оставался в запасе.
В октябре 2018 года Камлер был назначен главным тренером новообразованного клуба Лиги два ЮСЛ «Грин-Бей Вояджерс».
В феврале 1997 года в предсезонном матче «Ди Си Юнайтед» против сборной США до 20 лет Камлер вступил в перепалку с Джейком Дэнси. Дэнси ударил Камлера, сломав ему семь костей в щеке и вокруг левого глаза. Камлер подал иск против Дэнси и Федерации футбола США с требованием возмещения ущерба в размере 7,3 млн долларов. Прокуратура округа Лос-Анджелес предъявила Дэнси обвинение в тяжком преступлении — нападении. Суд состоялся в мае 1998 года, Дэнси признал себя виновным и был приговорён к пяти годам условно. Решение по гражданскому иску было вынесено в январе 2000 года, Камлеру была присуждена компенсация в размере более 550 тыс. долларов.

## Достижения
Командные
 «Ричмонд Кикерс»
- Обладатель Открытого кубка США: 1995
- Чемпион USISL Premier League: 1995

 «Ди Си Юнайтед»
- Чемпион MLS (обладатель Кубка MLS): 1996, 1997, 1999
- Победитель регулярного чемпионата MLS: 1997, 1999
- Обладатель Открытого кубка США: 1996
- Обладатель Кубка чемпионов КОНКАКАФ: 1998